# Hassiba Ben Bouali
Hassiba Ben Bouali (en árabe: حسيبة بن بوعلي‎) (varios autores franceses lo escriben Bent Bouali ), nacida el 20 de enero de 1938 en Sendjas (antes Bougainville)  cerca de Orléansville (actual Chlef) en Argelia y fallecida el 8 de octubre de 1957 en la Casba de Argel, fue una activista y resistente argelina durante la guerra de Argelia, que participó en la batalla de Argel junto con Ali La Pointe, Zohra Drif y Yacef Saâdi, jefe de la Zona Autónoma de Argel.

## Biografía

### Origen y educación
Hassiba Ben Bouali alias Ait Saada, de una gran familia aristocrática  musulmana, pero de concepción muy moderna, nació el 20 de enero de 1938, en la pequeña comuna de Sendjas (ex Bougainville)  al pie de la montaña Ouarsenis y a 14 km al sur de la ciudad principal de la wilaya de Chlef (ex Orléanville). Tenía solo 9 años cuando sus padres se mudaron a Argel en 1947. Su padre, Abdelkader Ben Bouali, trabajaba en la Dirección de Agricultura del Gobierno General de Argel.
Después de comenzar la escuela primaria en su pueblo natal, continuó su educación en la escuela Aïn Zerga de Argel. Después de obtener su certificado de estudios primarios en 1950, ingresó en el Liceo Pasteur (actualmente anexo a la facultad central de Argel), mientras tomaba clases de música. A la edad de 16 años, se unió a la Unión General de Estudiantes Musulmanes Argelinos (UGEMA). Mientras proseguía sus estudios, participó activamente, junto con su madre, en la asociación caritativa laica «La tasse de lait»  en la rue Boutin de Argel, cuyo objetivo era distribuir alimentos y cuidados suplementarios a los niños pobres de la población musulmana de Belouizdad, actividad que la confrontó con las condiciones de miseria en que se encontraba la población musulmana y la hizo tomar conciencia de la situación sociopolítica del sistema colonial. Amplió su actividad voluntaria prestando asistencia a los enfermos en el hospital Mustapha Pasha mientras cursaba cursos de enfermería en el mismo hospital.

### Militancia en el seno del FLN

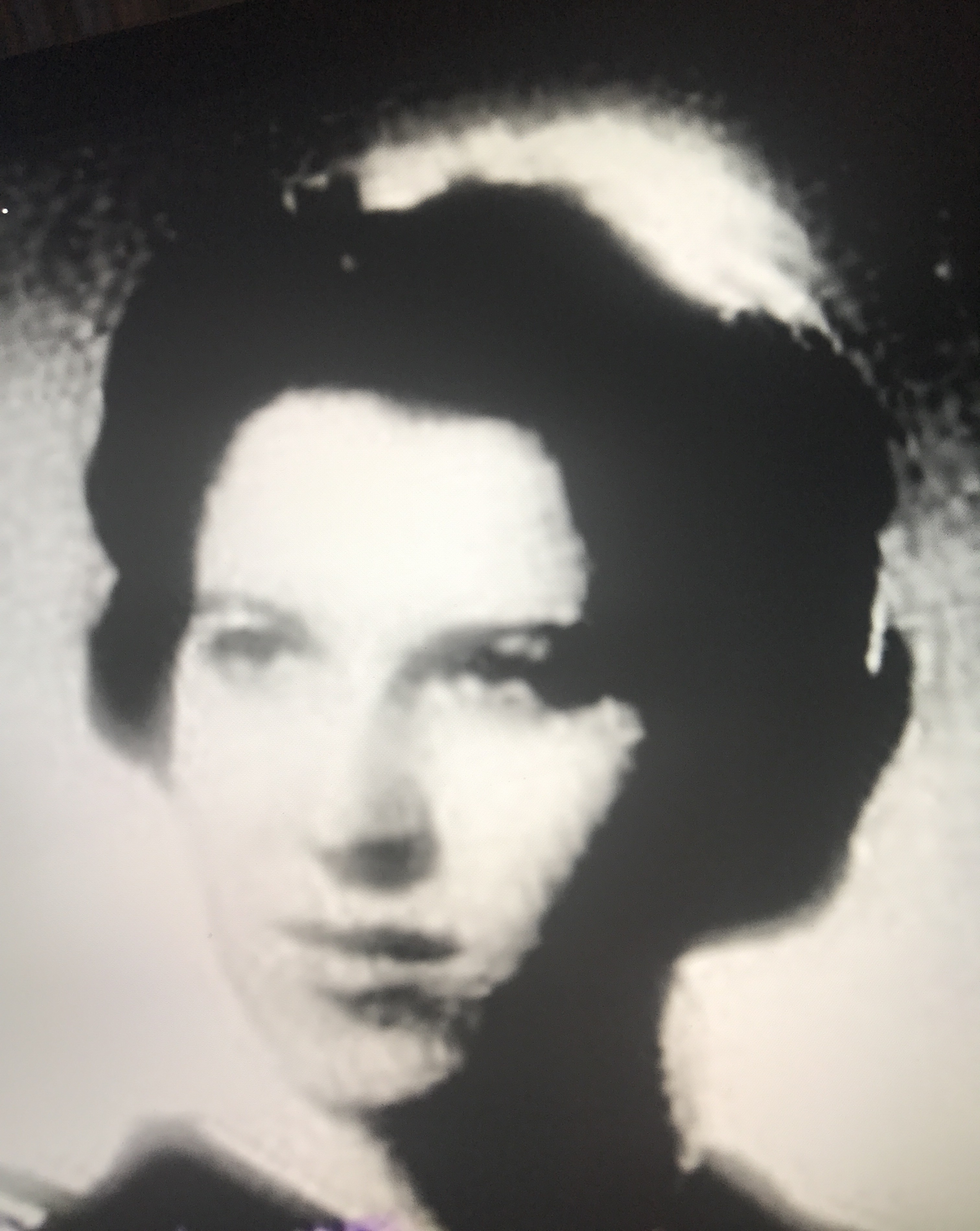
Hassiba Ben Bouali.

Desde el comienzo de la huelga de estudiantes musulmanes del 19 de mayo de 1956, decretada por el Frente de Liberación Nacional (FLN) por una duración ilimitada, el frente invitó a los estudiantes musulmanes a unirse en masa a la causa argelina. Hassiba Ben Bouali había dejado el bachillerato como el 90% de sus compañeros, dejó de preparar su bachillerato en filosofía y fue reclutada por Ben Sadok Abdelaziz dentro del FLN de la Zona Autónoma de Argel, cuyo cuartel general clandestino estaba en el corazón de la Casba de Argel.
Apodada la «benjamina» de las combatientes femeninas en la Casba,  a los 18 años se ganó la confianza de los líderes del FLN en la Casba, codeándose con los hombres y tomando decisiones. Su buena apariencia le facilitó viajar a todos los barrios europeos de lujo. Como oficial de enlace de los militantes del FLN en Argel, se la consideraba europea y ni a un solo soldado se le ocurrió  la idea de registrar su bolso al pasar por los controles de carretera de la policía o el ejército. A veces un asistente de enfermería en el hospital Mustapha Pacha, a veces un trabajador social en «La tasse de lait». Poco a poco, se unió al equipo del Dr. Pierre Chaulet, un activista del FLN que acaba de establecer una clínica secreta en Clos-Salembier para atender a los activistas del FLN heridos en los enfrentamientos con la policía, proporcionaba atención y medicamentos que traía del hospital, con el apoyo de su madre, que también era activista del FLN. Junto con Zohra Drif, Djamila Bouhired y Djamila Boupacha, participaba con ellas en la organización de reuniones de mujeres en las terrazas de la Casba.

### Su reclutamiento en la «banda de las bombas»

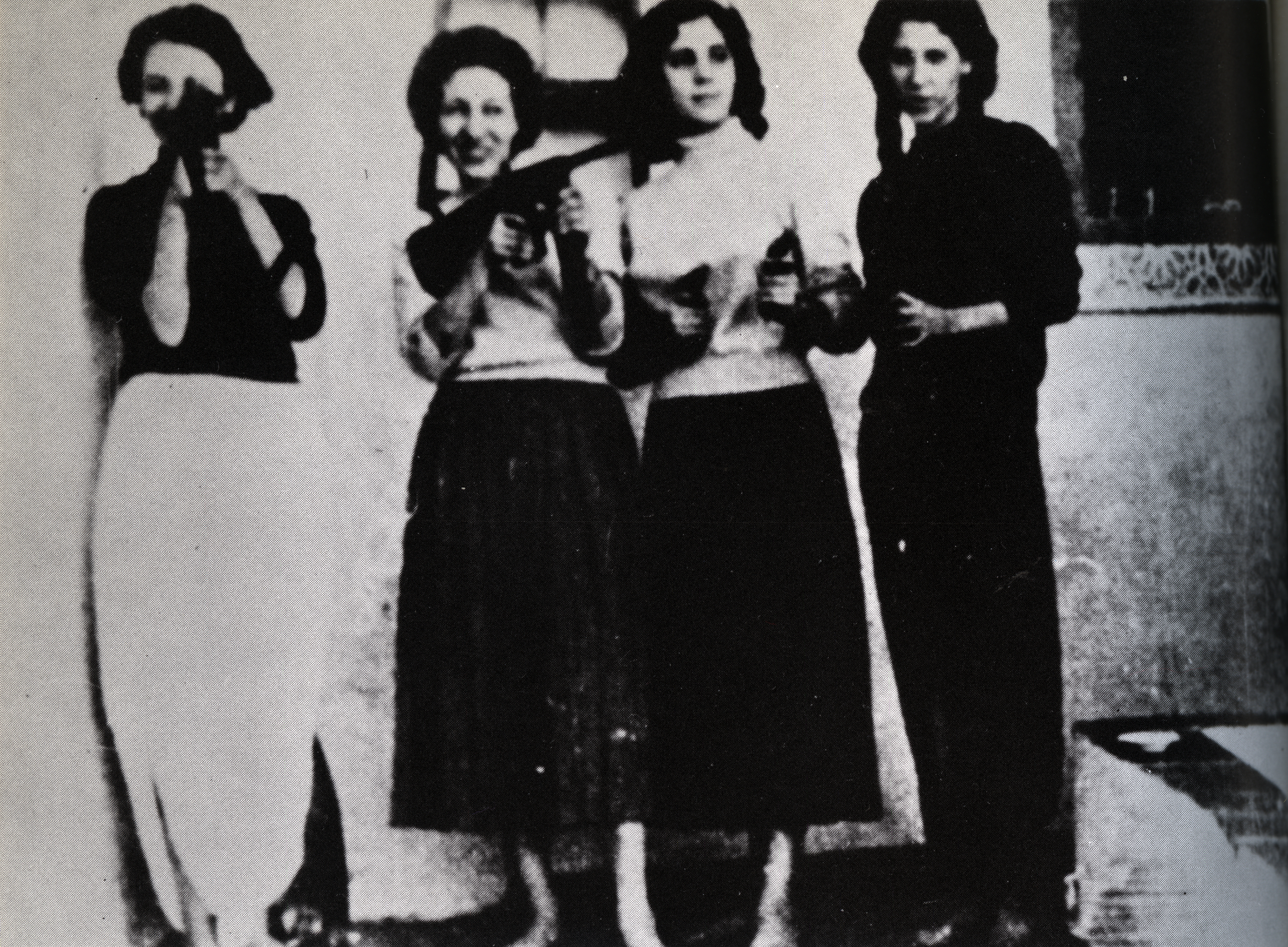
Chicas de la banda de las bombas de Yacef Saâdi, de izquierda a derecha: Samia Lakhdari, Zohra Drif, Djamila Bouhired y Hassiba Ben Bouali a la derecha.

Desde que se unió al FLN en Argel, había querido ser enfermera en un maquis del Ejército de Liberación Nacional (ALN) y continuó con los cursos de enfermería en el Hospital Mustapha Pacha, antes de convertirse en asistente de laboratorio en la «banda de las bombas».
El verano de 1956 se caracterizó por un sangriento ataque terrorista en la Casba perpetrado por un pequeño grupo de europeos de la Argelia francesa, que decidieron vengarse por todos los medios plantando una bomba a base de cheddite en un callejón de la Baja Casba la noche del 9 al 10 de agosto de 1956. La enorme explosión causó la muerte de más de 70 musulmanes, destrozados o enterrados bajo los escombros de varios bloques de casas. El atentado fue reivindicado mediante la distribución de un folleto con la firma del « Comité des quarante », «por cada europeo muerto, se volaría una manzana de la Casba».
La respuesta a este ataque: otro panfleto del FLN jurando «vengar las muertes de la Casba». Yacef Saâdi, jefe militar del FLN de la Zona Autónoma de Argel, decidió lanzar una ofensiva sistemática y, al igual que los ultras de la Argelia francesa, mediante ataques con bombas dirigidas a la población civil europea, las bombas serían transportadas, si era posible, por mujeres que se asemejen a las europeas y estén vestidas con ropas europeas. Es en este contexto que Hassiba Ben Bouali se integra en la «banda de las bombas» de Yacef Saâdi. Estableció vínculos entre los técnicos, Daniel Timsit, Abderrahmane Taleb, Oussedik Boualam y Georgio Habib, cuyos laboratorios se encontraban en diferentes lugares de la capital: Birkhadem, Pointe-Pescade, Clos-Salombier, Birmandreis, le Champ de manœuvre y la Qasbah. Su reclutador era Mourad Kechida, quien la eligió para llevar a cabo una misión muy delicada bajo sus órdenes directas: transportar las materias primas a varios laboratorios de fabricación de bombas y traer de vuelta los explosivos preparados. Trajo a sus misiones sus cualidades femeninas de paciencia y tenacidad que eran tan valiosas para sus líderes.
La arriesgada tarea de transportar y depositar las bombas en los lugares públicos designados por los dirigentes del FLN se encomendó a otras mujeres, entre ellas Zohra Drif, Djamila Bouhired, Baya Hocine, Daniele Minne y Samia Lakhdari, también jóvenes y de aspecto europeo, que pasaban desapercibidas en los barrios europeos.

### Batalla de Argel
Tras el atentado de la calle de Tebas, el FLN entró en acción, los cuatro últimos meses de 1956 estuvieron marcados por varios atentados con bombas en lugares públicos en el corazón de los barrios europeos de Argel. Del 30 de septiembre de 1956 al 26 de enero de 1957, sin interrupción, que dejaron varios civiles muertos y heridos, estos atentados se llevaron a cabo en vísperas de la huelga de ocho días con la que el FLN quiso mostrar su representatividad en las Naciones Unidas.
Hassiba Ben Bouali era buscada y la Fiscalía emitió una orden de arresto el 14 de diciembre de 1956. Fue juzgada por contumacia en el juicio de los médicos, condenada a 20 años de trabajos forzados y sentenciada a muerte en el juicio de los bombardeos, junto a  Djamila Bouhired y Djamila Boupacha. Obligada a dejar a su familia, se refugió en la Casba y participó en la preparación de la huelga de ocho días. También se ocupó de los heridos. Los dirigentes del FLN también la empleaban como secretaria y propagandista entre las mujeres de la Casba para concienciar sobre la Declaración del 1 de noviembre de 1954.
Ante los mortales atentados del FLN, el gobierno francés decidió reaccionar y llamó al cuerpo de élite de cuatro regimientos de la 10ª división de paracaidistas. Un total de 10 000 paracaidistas bien entrenados entraron en Argel el 7 de enero de 1957, bajo la autoridad del general Jacques Massu, a quien se le dieron plenos poderes policiales. Cada regimiento tomó el control de un distrito de la capital, el más afectado: la Casba, la maquis urbana y el cuartel general del FLN y la Zona Autónoma de Argel (ZAA). Se descubrió el organigrama de la ZAA y se rastrearon las redes de los militantes. Larbi Ben M'hidi, responsable de la acción armada en Argel, fue detenido el 23 de febrero de 1957. Pero los ataques siguieron causando derramamiento de sangre en Argel hasta el final del verano de 1957. Yacef Saadi, jefe de la ZAA, fue arrestado a su vez, el 28 de septiembre de 1957, después de resistirse en compañía de Zohra Drif. Ali La Pointe, el único superviviente de la organización, se convirtió más tarde en el jefe de la Zona Autónoma de Argel y Hassiba Ben Bouali en su secretaria. Pero la soga se ajustaba alrededor de ellos, y solo duraron dos semanas.

### Muerte en la Casba

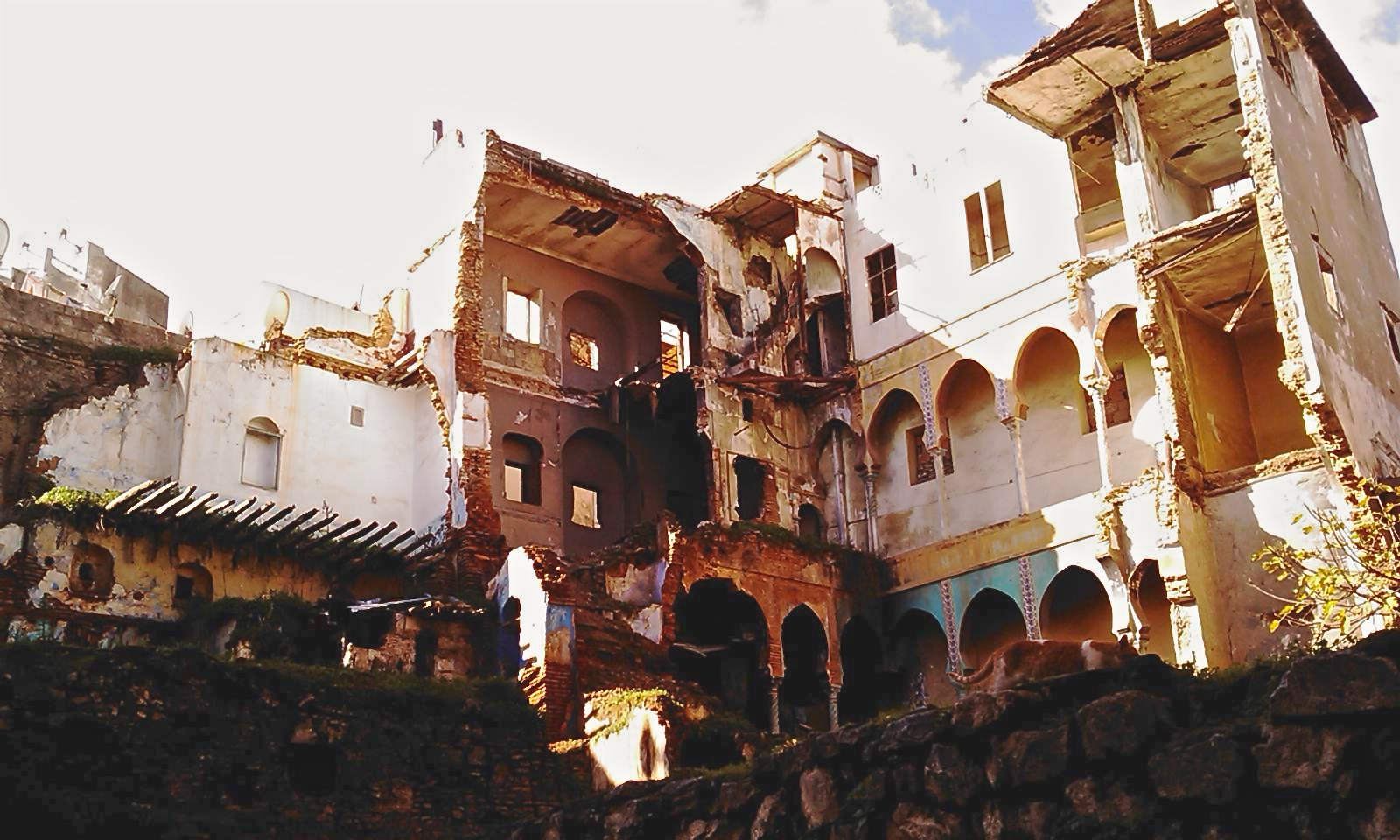
Lo que queda hoy son las ruinas de la casa donde pereció con sus compañeros, Ali la Pointe, Petit Omar y Mohamed Bouhmidi en la Kasbah de Argel, en el 5 rue des Abdérame, volada por los paracaidistas del REP el 8 de octubre de 1957.

A finales de septiembre de 1957, una seria pista permitió a los boinas verdes localizar el escondite de Ali la Pointe en el 5 rue des Abderames en la Casba inferior. En la noche del 7 de octubre de 1957, la Casba estaba completamente rodeada por los paracaidistas, que localizaron la casa donde Petit Omar, un niño de 12 años que era oficial de enlace del FLN, y Mahmoud Bouhamidi que se habían refugiado al día siguiente del arresto de Yacef Saadi, el tío de Omar. Ali la Pointe y Hassiba Ben Bouali se les unieron el 28 de septiembre. Desde entonces han estado viviendo allí, apretujados en cuatro metros cuadrados, con sus archivos, lo que quedaba del tesoro de guerra, armas, municiones y las últimas bombas.
A las 20:15 horas, como medida de precaución, las casas vecinas iluminadas por reflectores del ejército fueron evacuadas por los paracaidistas y se pidió a los habitantes que fueran y esperaran el resultado un poco más lejos. Cada habitación fue registrada, mientras que los dueños de la casa, dos mujeres, bajo coacción, señalaron exactamente dónde estaba escondida. Dicen que cuatro personas se han refugiado allí, entre ellas una mujer joven y un niño de 12 años; «el nombre del jefe es Ali». El comandante Guiraud, que dirigía las operaciones, conociendo el escondite y el grueso muro, trató de dialogar con un megáfono: «Entrégate Ali, se acabó. Le prometemos vuestras vidas». Insiste en sacar a Omar y Ben Bouali. Ni la más mínima respuesta, los ocupantes del escondite no querían rendirse.
El comandante Guiraud, con el beneplácito del coronel Yves Godard, decidió colocar una carga explosiva en las paredes del escondrijo. Los artificieros utilizaron dos minas terrestres, para el caso de que las paredes estuvieron blindadas. Los paracaidistas salieron de la habitación. En el escondite ni Ali, ni Hassiba, ni Mahmoud, ni el pequeño Omar se movieron. A las 6:15 a. m., la explosión se escuchó en toda la Casba. La enorme explosión de cargas explosivas fue seguida por el estruendo de las paredes que se derrumbaron sobre sí mismas, y la casa de al lado se derrumbó sobre sus habitantes, que no habían sido evacuados.

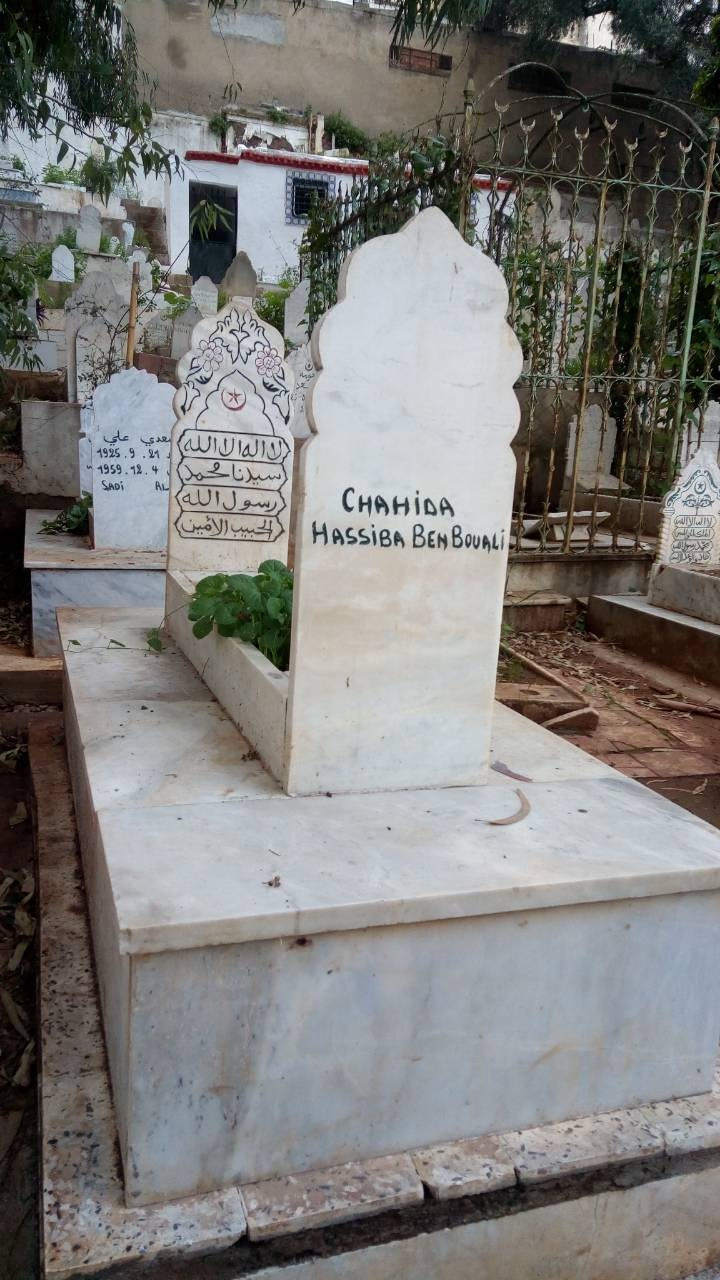
Tumba de Hassiba Ben Bouali.

Con el humo y el polvo disipados, el general Massu quería que se encontraran los cuerpos de Ali la Pointe y Hassiba Ben Bouali. Cuando los paracaidistas comenzaron los trabajos de despeje en la mañana del 8 de octubre, se encontraron muchos cadáveres de civiles, mujeres y niños, víctimas del derrumbe de la casa vecina. No fue hasta el 10 de octubre que se despejaron los últimos cuerpos, los de Petit Omar y Hassiba Ben Bouali, cuyos rostros quedaron completamente desfigurados, y los de Ali la Pointe y Mahmoud Bouhamidi, que fueron literalmente despedazados. Ese 8 de octubre de 1957 marca el final de la Batalla de Argel.
Hassiba Ben Bouali está enterrada en el cementerio de Sidi M'hamed en Argel.

### Última carta de Hassiba Ben Bouali a sus padres

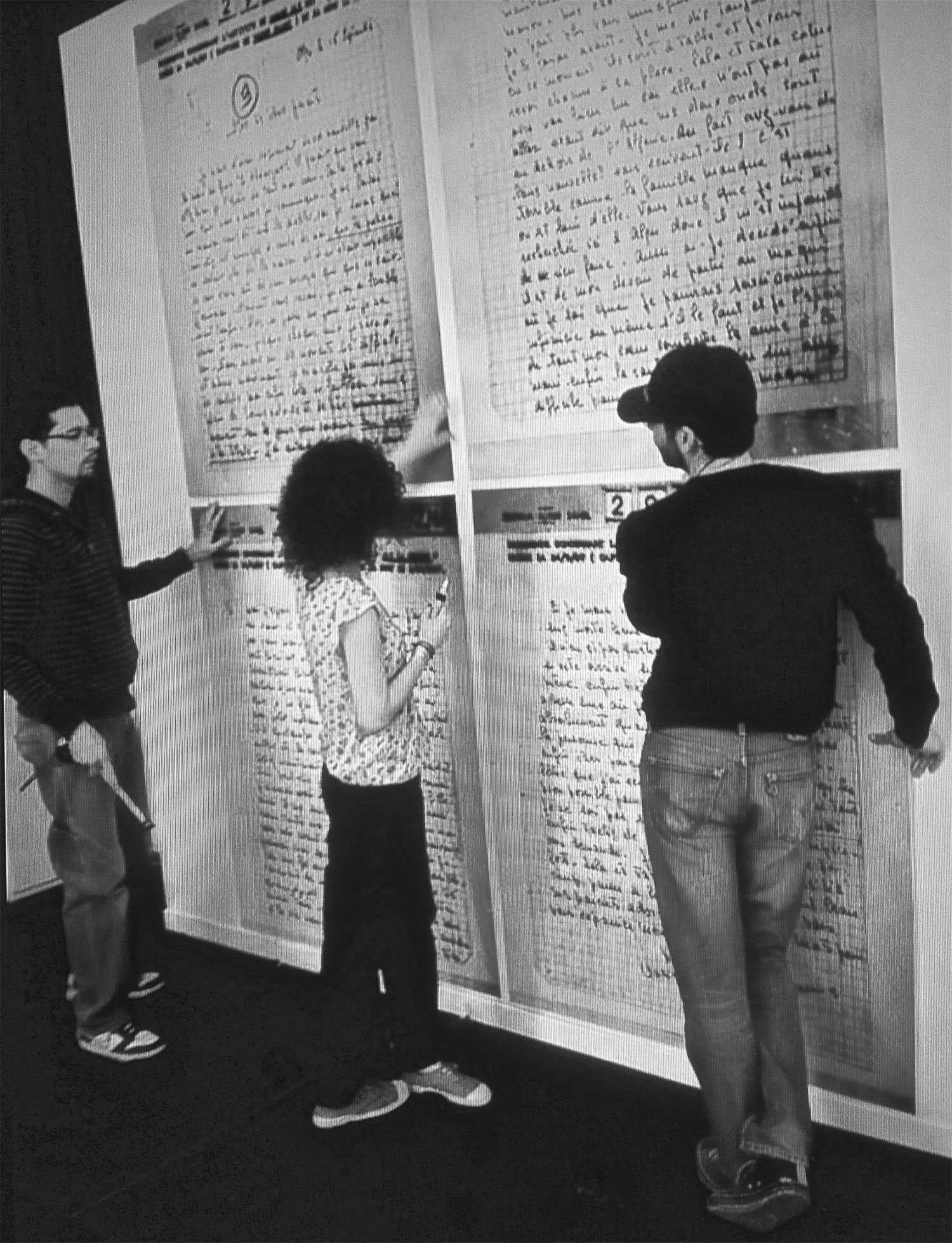
Reproducción en gran formato de la última carta de cuatro páginas de Hassiba Ben Bouali, escrita de su propia mano.
Expuesta en el Museo público de arte moderno y contemporáneo de Argel, en homenaje a las combatientes argelinas de la Guerra de Independencia de Argelia]. El original de esta carta se conserva en los archivos del Servicio histórico de la Défense en Vincennes en Francia.

Una carta escrita en francés de la mano de Hassiba Ben Bouali, fechada el 15 de septiembre de 1957, 24 días antes de su muerte, fue encontrada en 2010, 53 años después de su muerte. En el marco de una labor realizada durante varios años sobre la mujer argelina y la revolución, la historiadora Malika El Korso consultó en 2010 algunos documentos, en aquel momento bajo exención pero ya no desde 2012, conservados en el Service historiquede la Defensa en Vincennes (Francia). La caja 1H1245 con las palabras "red de bombas especiales", contiene varios archivos, incluyendo la carpeta 1H1245/D3, dentro de la cual está la carta de Hassiba Ben Bouali. Según la historiadora, la carta se encontró entre los documentos recuperados por los paracaidistas franceses en el escondite de Yacef Saadi en el momento de su detención con Zohra Drif el 28 de septiembre de 1957.
La carta dirigida a sus padres, que nunca llegó a su destino, tiene cuatro páginas y está firmada legiblemente con el nombre "Hassiba". Da testimonio del infierno que fue el destino diario de los militantes del FLN que se refugiaron en la Casba de Argel, rodeados por los paracaidistas del general Massu durante ocho meses en el punto álgido de la batalla de Argel:

«Han pasado casi nueve meses desde que dejamos de comunicarnos. Me hice mala sangre con todos los demonios... Es terrible lo mucho que extrañamos a la familia cuando estamos lejos de ellos. Sabéis que estoy muy solicitada aquí en Argel, por lo que me es imposible hacer nada... Hemos tenido momentos muy difíciles y aún ahora las cosas no van bien, pero no importa, estamos llenos de buena voluntad y los hermanos mueren cada día para llevar a su país a la libertad. Así pues, he decidido, por fin, que es mi deber ir al monte donde sé que podría servir de enfermera o incluso si tengo que hacerlo, y espero de todo corazón, luchar con las armas en la mano [...] No os preocupéis, sobre todo no por mí, hay que pensar en los pequeños que pronto volverán a la escuela y que espero que trabajen bien [...] Si muero, no debéis llorar por mí, habría muerto feliz, os lo aseguro.»
Autor

Con el fin de perpetuar la memoria de Hassiba Ben Bouali y de todos los combatientes argelinos que murieron por su país, la historiadora Malika El Korso ha propuesto que esta carta sea leída después de su traducción al árabe, cada 8 de octubre, por un alumno de todos los establecimientos de enseñanza nacional y por un estudiante de las universidades y centros universitarios del Ministerio de Educación e Investigación Científica.

## Homenajes
En su honor, la Universidad de Chlef lleva su nombre, así como un instituto en Argel en el distrito de Kouba, así como un importante bulevar en la ciudad de Argel, desde el distrito de La Farge, (El Annasser) hasta el bulevar Coronel Amirouche, otro militante y resistente de la guerra de independencia.
El proyecto de un museo dedicado a él en Chlef fue diseñado en 2016 por el arquitecto Rudy Ricciotti.